# Eucalyptus resinifera
Eucalyptus resinifera ist eine Pflanzenart aus der Gattung der Eukalypten (Eucalyptus) innerhalb der Familie der Myrtengewächse (Myrtaceae). Sie ist Australien beheimatet und wird dort „Red Mahogany“ genannt.

## Beschreibung
Eucalyptus resinifera wächst als immergrüner Baum, der Wuchshöhen bis zu 45 Meter erreicht. Die Rinde ist rotbraun und faserig. Der Baum führt in rotes Kino. Der Stammdurchmesser erreicht über 1 Meter.
Es liegt Heterophyllie vor. Die Laubblätter junger Exemplare sind annähernd eiförmig bis breit lanzettlich und glänzend dunkelgrün. Die Laubblätter ausgewachsener Exemplare sind bei einer Länge von 9 bis 16 cm und einer Breite von 2 bis 4 cm lanzettlich. Sie sind dunkelgrün, glänzend, auf Ober- und Unterseite unterschiedlich farbig. Die Blattspreiten sind fiedernervig, wobei die zahlreichen, auffälligen Seitennerven mehr oder weniger parallel zueinander angeordnet sind.
Der 8 bis 42 mm lange Blütenstandsschaft ist schmal abgeflacht oder kantig. Der Blütenstand enthält sieben bis elf oder mehr Blüten. Der stielrunde Blütenstiel ist 4 bis 14 mm lang. Die Knospen sind bei einer Länge von 12 bis 15 mm und einem Durchmesser von etwa 6 mm spindelförmig. Die Calyprta ist langgezogen spitz oder schnabelartig auslaufend, länger als und schmaler oder so breit wie der Blütenbecher.
Die Früchte sind bei einer Länge von 5 bis 11 mm sowie einem Durchmesser von 5 bis 11 mm halbkugelförmig oder annähernd eiförmig.

## Vorkommen
Eucalyptus resinifera kann örtlich häufig sein und kommt im in Australien im Norden des Jervis-Bay-Territoriums, in New South Wales und in Queensland vor. Eucalyptus resinifera gedeiht in feuchten oder trockenen Hartlaubwäldern auf tiefem Boden mit mittlerer bis hoher Fruchtbarkeit vor.

## Systematik
Die Erstveröffentlichung von Eucalyptus resinifera erfolgte 1790 durch James Edward Smith.
Von Eucalyptus resinifera gibt es zwei Unterarten:
- Eucalyptus resinifera subsp. resinifera
- Eucalyptus resinifera subsp. hemilampra: Bei ihr ist die Calyptra mehr als dreimal so lang wie der Blütenbecher.